# 小林裕和 (合気道家)
小林 裕和（こばやし ひろかず、1929年2月14日 - 1998年8月28日）は、日本の合気道家。合気道開祖植芝盛平の直弟子の一人。合気会八段。

## 略歴
- 1929年2月14日、大阪府に生まれる。幼少期は病弱で、ジフテリアに罹り生死の淵を彷徨うこともあったが、7歳で空手、柔道、剣道を学ぶことで身体を鍛えた。
- 1946年、当時師事していた空手の師匠を通じて合気道の存在を知り、その師匠に紹介状を書いてもらい合気会本部道場に入門。以降約10年にわたり植芝盛平に師事する。またこの時期に斉藤守弘と親交を持ち、岩間で稽古を付けてもらったことが武器術を重視するのちの指導につながる。
- 1954年、大阪に帰郷。家業の傍ら合気道の稽古に励む。翌年結婚。
- 1957年頃から合気道の指導に専念するようになり、大阪府内に道場を開いたほか大阪府警察や関西学院大学、大阪大学などで指導に当たった。また盛平が大阪を訪れるときの世話も行った。
- 1961年、本部道場の辞令を受け大阪市に「合気会本部大阪事務所（のちの大阪武育会）」を設立。
- 1962年、六段允可。
- 1964年、七段允可。同年、盛平の指示でヨーロッパに派遣され、以降年二回ヨーロッパ各地で指導を行うようになる。
- 1970年、八段允可。
- 1998年8月28日、敗血症により死去。享年70。 戒名「道裕院合気日和居士」。

## エピソード
- 15歳の時、特攻隊員として航空母艦に乗るが、飛行機の故障により出撃できず、その後敵の攻撃を受け空母は撃沈されるが、海を漂流しながら結果的に生き残ることができた。
- 富木謙治と親交を持ち、当時多くの合気会系道場が乱取競技を伴う富木の合気道を異端視していたのに対し、自分が指導する学生を昭道館の競技大会に参加させるなど積極的に技術交流を行った。
- 死の間際に『吾れ、間も無く死す。いずれ生まれ変わって、今生に戻らん。そして世界で最高の合氣道を地上にて広げん。』 という言葉を遺した。